# Isla de Tierra
Isla de Tierra är en ö i Spanien. Den ligger i den södra delen av landet, 600 km söder om huvudstaden Madrid. Ön är del i ögruppen Islas Alhucemas som omfattar även öarna Peñón de Alhucemas och Isla de Mar, ögruppen är en Plazas de soberanía.